# МКС-61
МКС-61 — шестьдесят первая долговременная экспедиция Международной космической станции (МКС).
Экспедиция фактически началась 25 сентября 2019, 19:42 UTC года в момент стыковки к МКС корабля «Союз МС-15». Формально, экспедиция началась 3 октября 2019 года, 07:37 UTC в момент отстыковки корабля «Союз МС-12». В период с 25 сентября по 3 октября 2019 года на МКС находилось девять человек, из них шесть членов экипажей кораблей «Союз МС-12» и «Союз МС-13» числились в составе миссии МКС-60, а экипаж корабля «Союз МС-15» формально считался экспедицией посещения. В состав экспедиции МКС-61 вошли два члена экипажа корабля «Союз МС-15» Олег Скрипочка и Джессика Меир и работавшие в предыдущей экспедиции МКС-60 Кристина Кук, прибывшая на станцию на корабле «Союз МС-12», и экипаж корабля «Союз МС-13».
Завершилась экспедиция в момент отстыковки от станции корабля «Союз МС-13» с экипажем в составе Александра Скворцова, Луки Пармитано и Кристины Кук 6 февраля 2020 года, 05:50 UTC.

## Экипаж
| Должность     | 25 сентября 2019 — 6 февраля 2020 | № полёта | Корабль доставки |
| ------------- | --------------------------------- | -------- | ---------------- |
| Командир      | Лука Пармитано                    | 2        | Союз МС-13       |
| Бортинженер-1 | Александр Скворцов                | 3        | Союз МС-13       |
| Бортинженер-2 | Эндрю Морган                      | 1        | Союз МС-13       |
| Бортинженер-3 | Кристина Кук                      | 1        | Союз МС-12       |
| Бортинженер-4 | Олег Скрипочка                    | 3        | Союз МС-15       |
| Бортинженер-5 | Джессика Меир                     | 1        | Союз МС-15       |

28 декабря 2019 года Кристина Кук побила предыдущий женский мировой рекорд длительности одного космического полёта, принадлежащий Пегги Уитсон (289 суток). Итоговая длительность полёта Кристины Кук составила 328 суток 14 часов. Также Кристина Кук установила женский рекорд числа выходов в открытый космос в течение одного полёта — 6 (один в составе миссии МКС-59 и пять в составе миссии МКС-61).
Лука Пармитано установил новый рекорд по общей продолжительности работы на МКС среди прочих стран - 366 дней 3 часа 33 минуты 37 секунд, превышен рекорд Александра Герста на МКС-56/57 (359 дней 11 часов 26 минут 41 секунда), установленный в 2018 году.

## Ход экспедиции

### Выходы в открытый космос
1. 6 октября 2019 года, Эндрю Морган и Кристина Кук, из модуля «Квест», длительность 7 ч 1 мин[3], выход для замены аккумуляторов станции.
2. 11 октября 2019 года, Морган и Кук, из модуля «Квест», длительность 6 ч 45 мин[4], выход для замены аккумуляторов станции.
3. 18 октября 2019 года, Кук и Джессика Мейр, из модуля «Квест», длительность 7 ч 17 мин[5], выход для замены внешнего блока питания станции. Первый в истории выход в открытый космос двух женщин[6].
4. 15 ноября 2019 года, Морган и Лука Пармитано, из модуля «Квест», длительность 6 ч 39 мин[7], выход для запланированного ремонта системы охлаждения магнитного альфа-спектрометра AMS-02.
5. 22 ноября 2019 года, Морган и Пармитано, из модуля «Квест», длительность 6 ч 33 мин[8], выход для продолжения запланированного ремонта системы охлаждения AMS-02.
6. 2 декабря 2019 года, Морган и Пармитано, из модуля «Квест», длительность 6 ч 02 мин[9], выход для продолжения запланированного ремонта системы охлаждения AMS-02.
7. 15 января 2020 года, Кук и Мейр, из модуля «Квест», длительность 7 ч 29 мин[10], выход для замены аккумуляторов станции.
8. 20 января 2020 года, Кук и Мейр, из модуля «Квест», длительность 6 ч 58 мин[11], выход для завершения замены аккумуляторов станции.
9. 25 января 2020 года, Морган и Пармитано, из модуля «Квест», длительность 6 ч 16 мин[12], завершение ремонта системы охлаждения магнитного альфа-спектрометра AMS-02.

Число выходов в открытый космос членов экспедиции МКС-61 (9) стало рекордным для участников одной длительной экспедиции на МКС. При этом Эндрю Морган повторил мировой рекорд по числу выходов в открытый космос в течение одного полёта — 7 (один в составе экспедиции МКС-60 и шесть в составе экспедиции МКС-61). Ранее это достижение устанавливали в разное время Сергей Крикалёв и Анатолий Соловьёв на российской станции «Мир».

### Принятые грузовые корабли
- Kounotori 8, запуск 24 сентября 2019, стыковка 28 сентября 2019, расстыковка 1 ноября 2019 года.
- Cygnus CRS NG-12, запуск 2 ноября 2019, стыковка 4 ноября 2019, расстыковка 31 января 2020 года.
- SpaceX CRS-19, запуск 5 декабря 2019, стыковка 8 декабря 2019, отстыковка 7 января 2020 года.
- Прогресс МС-13, запуск 6 декабря 2019, стыковка 9 декабря 2019 года.

### Аварийный запуск
Boeing Orbital Test Flight (Boe-OFT), первый испытательный полёт корабля серии CST-100 Starliner в беспилотном режиме. Запуск 20 декабря 2019, нештатное выведение на околоземную орбиту на этапе работы двигателей корабля, стыковка с МКС отменена.

### Экспедиция посещения
- Экспедиция посещения ЭП-19 в составе  Хаззаа Аль-Мансури, который стал первым астронавтом Объединенных Арабских Эмиратов. Старт и стыковка 25 сентября 2019 года на корабле «Союз МС-15». Отстыковка и посадка 3 октября 2019 года на корабле «Союз МС-12».

## Российские эксперименты, планируемые[уточнить]к реализации в период полета
По российской программе всего запланировано 53 научных исследования и эксперимента, из них 3 новых (выделены жирным шрифтом внутри разворачиваемых таблиц) и 7 выполняются в автоматическом режиме без участия экипажа.
| * Физико-химические процессы и материалы в условиях космоса | |
| Название                                                    | Описание |
| «Адамант» АСР-17                                            | Управление сажеобразованием в сферическом диффузионном газовом пламени в условиях микрогравитации                                                         |
| «Кинетика-1» АСР-12                                         | Измерение и моделирование термических режимов и процесса формирования микроструктуры при фазовых переходах в переохлажденных расплавах на основе циркония |
| «Кристаллизатор» ТХН-9                                      | Кристаллизация биологических макромолекул и получение биокристаллических пленок в условиях микрогравитации                                                |
| «Перитектика» АСР-16                                        | Высокоскоростная кристаллизация перитектических сплавов в условиях электромагнитного перемешивания                                                        |
| «Плазменный кристалл» КПТ-21 (ТЕХ-20)                       | Исследование плазменно-пылевых кристаллов и жидкостей в условиях микрогравитации на МКС                                                                   |
| «Фламенко» АСР-18                                           | Имитатор пожарной нагрузки |
| «s-FLAME» АСР-15                                            | Структура и динамика сферических диффузионных пламен |

| * Исследование земли и космоса       | |
| Название                             | Описание |
| «БТН-Нейтрон» ИКЛ-2 (автомат. режим) | Изучение потоков быстрых и тепловых нейтронов |
| «Дубрава» ДЗЗ-18                     | Мониторинг лесных экосистем |
| «Сценарий» ДЗЗ-19                    | Оценка развития катастрофических и потенциально опасных явлений по результатам космических наблюдений                                                           |
| «Терминатор» ДЗЗ-15                  | Наблюдение в видимом и ближнем ИК диапазонах спектра слоистых образований на высотах верхней мезосферы — нижней термосферы в окрестности солнечного терминатора |
| «Ураган» ГФИ-8                       | Экспериментальная отработка наземно-космической системы прогнозирования, снижение ущерба и ликвидации последствий природных и техногенных катастроф             |
| «УФ-атмосфера» ГФИ-35                | Картография ночной атмосферы в ближнем УФ-диапазоне широкоугольным детектором с большой апертурой и высоким пространственно-временным разрешением               |
| «Экон-М» КПТ-22                      | Получение информации для экологического обследования районов деятельности различных объектов с использованием РС МКС                                            |

| * Человек в космосе            | |
| Название                       | Описание |
| «Альгометрия» МБИ-35           | Исследование болевой чувствительности у человека в условиях космического полета |
| «Биокард» МБИ-33               | Исследование электрофизиологических свойств и особенностей перестройки работы сердца при функциональном воздействии с приложением ОДНТ с использованием ЭКГ в двенадцати отведениях                                         |
| «Взаимодействие-2» МБИ-38      | Изучение влияния многонационального состава экипажей МКС на межличностное и межгрупповое взаимодействие |
| «Кардиовектор» (этап 2) МБИ-31 | Изучение влияния факторов космического полета на пространственное распределение энергии сердечных сокращений и роль правых и левых отделов сердца в приспособлении системы кровообращения к условиям длительной невесомости |
| «Кардиомед-ОДНТ» МБИ-43        | Определение возможности индивидуального прогнозирования ортостатической устойчивости космонавтов по данным исследования артериальной гемодинамики при воздействии ОДНТ в долговременных космических полетах                 |
| «Контент» МБИ-36               | Дистанционный мониторинг психофизиологического состояния экипажа внутригруппового и межгруппового (экипаж — ЦУП) взаимодействия на основе содержательного анализа коммуникаций в контуре «Экипаж—Центр управления полетами» |
| «Коррекция» МБИ-42             | Исследование эффективности фармакологической коррекции минерального обмена в условиях длительного воздействия микрогравитации                                                                                               |
| «Космокард» МБИ-34             | Изучение влияния факторов космического полета на электрофизиологические характеристики миокарда и на их связь с процессами вегетативной регуляции кровообращения при длительном действии невесомости                        |
| «Матрешка-Р» РБО-3             | Исследование динамики радиационной обстановки на трассе полета и в отсеках МКС и накопления дозы в антропоморфном фантоме, размещенном внутри и снаружи станции                                                             |
| «Пилот-Т» МБИ-37               | Исследование надежности профессиональной деятельности космонавта в длительном космическом полете |
| «Профилактика-2» МБИ-32        | Механизмы действия и эффективность различных методов профилактики нарушений в деятельности двигательной системы космонавта в длительных космических полетах                                                                 |
| «Спланх» (этап 2) МБИ-13       | Исследование особенностей структурно-функционального состояния различных отделов желудочно-кишечного тракта для выявления специфики изменений пищеварительной системы, возникающих в условиях космического полета           |

| * Космическая биология и биотехнология | |
| Название                               | Описание |
| «Асептик» БТХ-39                       | Разработка методов и бортовых технических средств обеспечения асептических условий проведения биотехнологических экспериментов в условиях космического полета             |
| «Биодеградация» БТХ-11                 | Оценка начальных этапов биодеградации и биоповреждений поверхностей конструкционных материалов                                                                            |
| «Биомаг-М» БТХ-54                      | Исследование влияния факторов космического пространства при экранировании магнитного поля Земли на свойства культур микроорганизмов различных систематических групп       |
| «Биопленка» БТХ-45                     | Исследование закономерностей формирования биопленок в условиях микрогравитации                                                                                            |
| «Биориск» БИО-2 (автомат. режим)       | Исследование влияния ФКП на состояние системы «микроорганизмы-субстраты» применительно к проблеме экологической безопасности космической техники и планетарного карантина |
| «Константа-2» БТХ-50                   | Изучение влияния факторов космического полета на изолированные фермент-субстратные системы                                                                                |
| «Пробиовит» БТХ-48                     | Обоснование и экспериментальная оценка основных технологических стадий получения пробиотика на борту МКС                                                                  |
| «Структура» БТХ-42                     | Получение высококачественных кристаллов рекомбинантных белков |
| «Фотобиореактор» БТХ-46                | Культивирование микроводорослей в условиях микрогравитации |

| * Технологии освоения космического пространства | |
| Название                                        | Описание |
| «Альбедо» ТЕХ-62 (автомат. режим)               | Исследование характеристик излучения Земли и отработка использования их в модели системы электропитания РС МКС |
| «Вектор-Т» ТЕХ-14 (автомат. режим)              | Исследование системы высокоточного прогнозирования движения МКС |
| «Визир» ТЕХ-52                                  | Исследование методов регистрации текущего положения и ориентации переносной научной аппаратуры пилотируемых космических комплексов                                                                                           |
| «Идентификация» ТЕХ-22                          | Идентификация источников возмущений при нарушении условий микрогравитации на МКС |
| «Изгиб» ТЕХ-15 (автомат. режим)                 | Исследование влияния режимов функционирования бортовых систем на условия полета МКС |
| «ИМПАКТ» ТЕХ-68                                 | Исследование параметров выбросов загрязняющих фракций из двигателей ориентации РС МКС при реализации новых циклограмм работы ДО                                                                                              |
| «Контроль» ТЕХ-33                               | Мониторинг состояния собственной внешней атмосферы и внешних рабочих поверхностей РС МКС, а также диагностика работоспособности применяемых на орбитальном комплексе материалов и покрытий                                   |
| «МКС-Разворот» ТЕХ-70 (автомат. режим)          | Летная отработка процесса управления разворотами МКС с использованием реактивных двигателей российского сегмента МКС с минимальным расходом топлива и учетом ограничений по нагрузкам на конструкцию МКС                     |
| «Пробой» ТЕХ-64                                 | Отработка метода оперативного определения координат точки пробоя гермооболочки модуля МКС высокоскоростной или техногенной частицей с регистрацией акустических волн в воздушной среде модуля                                |
| «Сепарация» ТЕХ-48                              | Исследование в условиях микрогравитации процессов сепарации газовых включений из мелкодисперсной среды рабочих жидкостей в гидравлических контурах энергоустановок с электрохимическими генераторами и космических аппаратов |
| «Среда МКС» ТЕХ-44                              | Изучение характеристик МКС как среды проведения исследований |
| «Таймер» ТЕХ-60                                 | Комплексное изучение МКС как среды обитания и деятельности операторов |

| * Образование и популяризация космических исследований | |
| Название                                               | Описание |
| «Великое начало» ОБР-5                                 | Популяризация достижений отечественной пилотируемой космонавтики |
| «Интер-МАИ-75» ОБР-10                                  | Космические аппараты и современные технологии персональных и международных коммуникаций связи в образовании |
| «О Гагарине из космоса» ОБР-7                          | Открытая передача с борта российского сегмента МКС по радиолюбительскому каналу связи на наземные приемные станции радиолюбителей всего мира изображений фотоматериалов, посвященных жизни и деятельности первого космонавта Ю. А. Гагарина |
| «РадиоСкаф» ОБР-4 (автомат. режим)                     | Создание, подготовка и запуск в процессе выхода в открытый космос сверхмалых космических аппаратов с борта МКС |
| «Сферы» АСР-1                                          | Отработка синхронизированного управления положением и переориентацией экспериментальных спутников в условиях невесомости |
| «EarthKAM» АСР-2                                       | Фотосъемка с борта МКС участков поверхности Земли с высоким разрешением по запросам учащихся образовательных учреждений |